# Smörlyckan

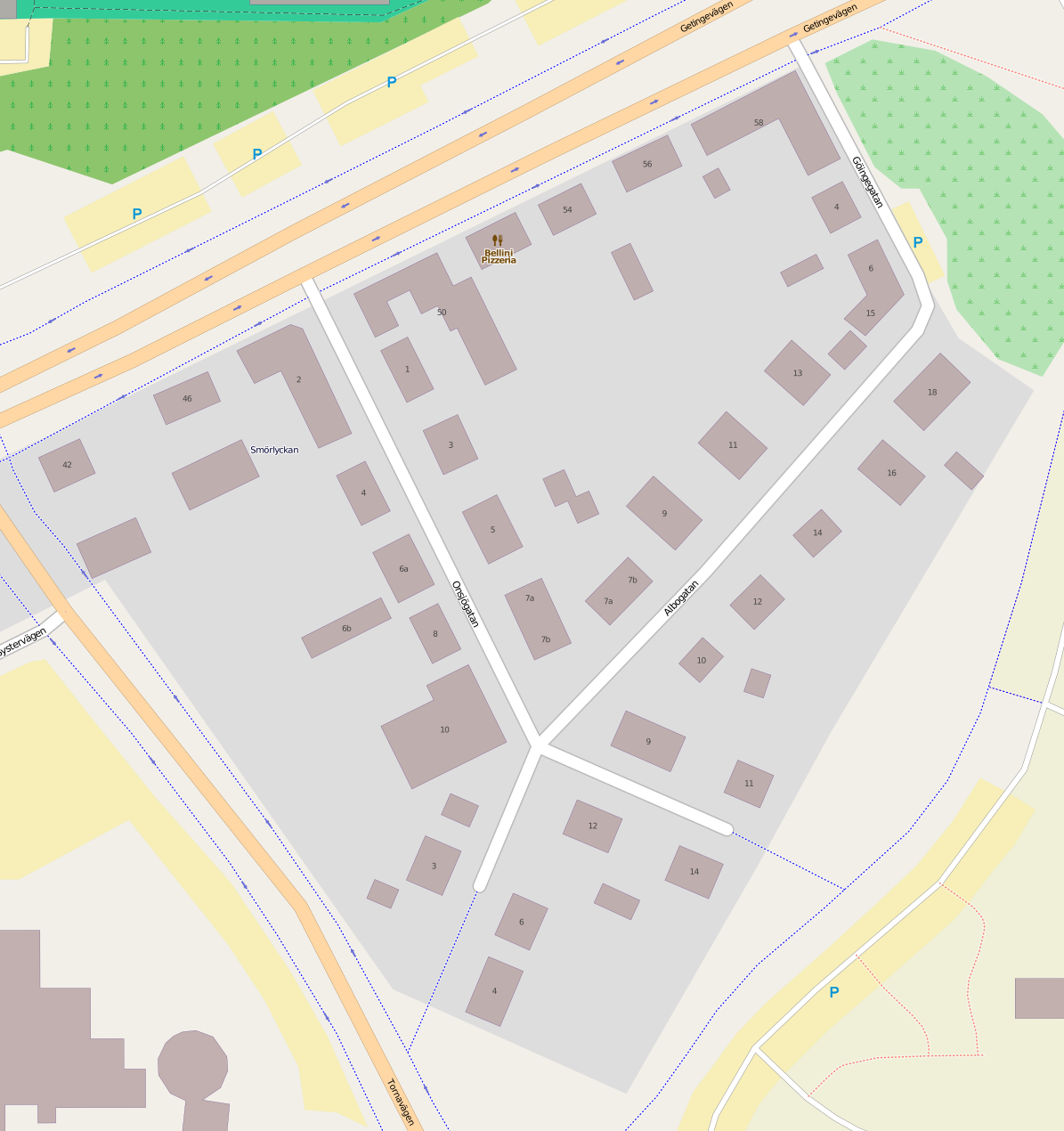
Karta över bostadsområdet Smörlyckan i modern tid

Smörlyckan är ett bostadsområde i norra Lund, beläget längs Getingevägen mellan Ideon och Lunds lasarett. Administrativt tillhör det stadsdelen Möllevången. Tidigare betecknade namnet "Smörlyckan" ett område avgränsat av Getingevägen i norr, stadens gräns mot Östra Torn i öst samt en linje mellan lasarettets huvudbyggnad (Centralblocket) och Sparta studentboende i syd, vilket är ungefär det område som idag upptas av Lunds tekniska högskola. Området nämndes första gången vid namn år 1672. Förleden smör- innebär att området var ovanligt fruktbart, medan efterledet -lyckan innebär att det var ett uppodlat område.

## Historia

### Vångalag och tegelbruk
Smörlyckan var år 1704 enligt kartan obebyggd, och bestod av åkrar uppdelade i ett antal lotter, med ägarna organiserade i ett vångalag. Smörlyckan avbildas sedan på 1763 års karta, då med en mölla avbildad vid Getingevägen. Möllan ägdes under senare delen av 1700-talet av Pål Nilsson, och efter honom kallades möllan länge "Påls mölla".
Lotten belägen precis norr om mjölnaregården Annetorp nämns i en uppgift från 1808 som "tegelbruksplatsen", även om det inte finns några uppgifter om tegeltillverkning förrän 1874. Det året grundades Annetorps tegelbruk av Nils Jönsson, som även ägde Annetorp. År 1948 löstes tegelbruket in av staden och byggnaderna revs 1951–1952. Gropen som kraftverket vid lasarettet ligger i är den sista resten av brukets lertäkter, och idag den enda resten av tegelbruket.
Det fanns ännu ett tegelbruk beläget i Smörlyckan, vid namn Pålsjö tegelbruk, beläget i södra delen av området, på ett område som då kallades Ängs- eller Gräslyckan. Platsen där bruksbyggnaderna låg korsas idag av Tornavägen. Bruket finns med på 1853 års karta och grundades 1837 av handelsmannen O Jönsson. År 1855 köptes det av Paul Isberg som gett upphov till brukets och i förlängningen områdets namn. År 1949 köptes bruket av staden, och byggnaderna revs strax därefter. Dammarna inom LTH-området utgör en sista rest av tegelbruket.
På brukets marker uppfördes 1901 Pålsjö maltfabrik, som var i drift in på 1940-talet. Fabriken låg intill nuvarande matematikcentrum.

### Skiftet och handskfabriken
År 1882 skiftades Smörlyckan, vilket inte innebar några större förändringar, mer än att staden Lund fick större delen av sin jord samlad längst ut vid Getingevägen. Smörlyckans 28 lotter ägdes av endast femton personer, då framförallt ägaren av Annetorp ägde flera av lotterna.
Vid skiftet var enbart fyra av lotterna, utöver tegelbruken, bebyggda, och uppgifterna tyder på att åtminstone två av dem var nybyggda då skifteskartan upprättades. Två av gårdarna ägdes av direktör L M Westrup, och marken omvandlades 1926 till AB Nyhem. 1963 revs gårdarna av universitetet som då hade köpt marken. Kvar finns träden som omgav gårdarna.
Längre söderut, vid nuvarande Tunavägen, låg ytterligare två bebyggda lotter. På dessa uppfördes ett antal växthus. År 1987 byggdes på tomten Ekonomihögskolan vid Lunds universitet, men ett äldre hus samt växthusen har bevarats.
År 1918 byggdes, väst om lotterna som sedan blev ekonomihögskolan, en handskfabrik kombinerad med ett garveri. Rörelsen i sig hade startat 1876, och år 1950 sysselsattes 273 personer vid fabriken. Numera används byggnaderna av universitetet, sedan verksamheten flyttats till Portugal.
Lunds lotter låg samlade vid Getingevägen, längst ut mot stadsgränsen. Den yttersta lotten hade sedan länge varit i stadens ägo och kallas på 1763 års karta för Gästgivarelyckan. En del av marken tillhörde gården Emdala, som köptes av staden 1955.

### Stadens nödbostäder
År 1924-25 uppfördes vid Getingevägen, strax nordöst om det nuvarande bostadsområdet, ett antal nödbostäder. De kallades i folkmun för "Trähusen" eller "Hollywood", det sistnämnda då byggandet gått fort. Dessa bostäder byggdes efter en lång period av bostadsbrist, framförallt vad gällde små och billiga bostäder. Under årtiondet innan byggandet hade folk inkvarterats i gymnastiksalar och fabriker, med filtar som avskärmade familjerna. Under våren 1924 hade så många familjer ansökt om nödboende att stadsfullmäktige beslutade att uppföra fem provisoriska bostadshus. Året därpå byggdes ytterligare fyra. Husen var byggda helt i trä med gulmålade fasader och svarta papptak. I varje hus inreddes sex lägenheter om ett rum och kök, utom i det sista där tolv bostadsrum på vardera 21 kvadratmeter inreddes. I medel bodde fem-sex personer i varje lägenhet. Misären var i detta område stort med en hög arbetslöshet och utbredd alkoholism. Under 1930-talet när bostadsbristen lättade såldes och flyttades några av husen därifrån, medan resterande byggdes om till större lägenheter. I samband med Kemicentrums uppförande 1964-65 revs de sista husen.

### Universitetet tar över
Under början av 1900-talet ville staden få kontroll över merparten av den staden närbelägna jordbruksmarken, och då förvärvades även några lotter i Smörlyckan. Majoriteten av marken samlades dock till tre privata ägarna, de två tegelbruken och AB Nyhem. Då det fanns stora obebyggda områden ville dock ändå staden kontrollera marken och år 1947 upprättades en stadsplan som reserverade större delen av Smörlyckan för offentliga ändamål. Det var i denna plan som Tornavägen fick i stort sett sin nuvarande sträckning, och äldre vägar skulle läggas igen. Västra delen reserverades för lasarettet medan resten avsågs för universitetet.
I planen ingick att tegelbruken skulle läggas ner, vilket deras ägare reagerade starkt på. Exempelvis innebar planen att Pålsjö tegelbruk inte kunde bygga till, och igenläggandet av vägar innebar att tillfartsvägen till maltfabriken skulle försvinna. Invändningarna besvarades dels med att tegelbruken ändå förr eller senare måste läggas ner och att teglet var av låg kvalité, samt i maltfabrikens fall att "fastighetens läge i förhållande till institutionsområdet nog omöjliggör att hänsyn kan tagas till enskilda önskemål".
Stadsfullmäktige antog stadsplanen, och under de närmaste åren löste staden och universitetet in den större delen av marken. Den största delen av universitetets mark låg sedan outnyttjad till början av 1960-talet då institutionsbyggnader för LTH byggdes, de flesta ritade av Klas Anshelm.
Stadens uppköp av mark i området har gjort att områdets äldre struktur i form av bebyggelse, gränsar och vägar idag till större del inte längre går att följa.

### Smörlyckans bostadsområde
År 1902 köptes lott nummer 10 vid Getingevägen av grosshandlare P J Hagander och kolhandlare Bror Ryberg. På Haganders begäran styckades samma år området och delades upp i 35 byggnadstomter. Under åren 1903-05 bebyggdes 23 av tomterna, men därefter upphörde byggandet i många år.
År 1913 beslöt ägaren av grannlotten i söder att stycka av fyra tomter i direkt anslutning till den övriga bebyggelsen. Av de hus som där uppfördes återstår idag enbart ett. De som uppförde hus i Smörlyckan var främst hantverkare, arbetare och byggnadsarbetare, och i varje hus fanns flera små lägenheter. Vissa av husen uppfördes på spekulation och såldes vid färdigställande vidare.
Hagander lånade ut pengar till tomtköparna med husen som säkerhet. Detta slutade i hälften av fallen med att överexekutorn fick sälja husen, och oftast köptes de tillbaka av just Hagander. Idag ligger i området främst bostäder, men historiskt har det i området funnits flera livsmedelsbutiker och skomakerier, ett slakteri, en stenhuggare, en repslagarbana och en kemtvätt.
På båda sidorna om Albogatan låg tillsammans se tomter som först inte såldes, men köptes 1907 av byggmästare Lars Persson som arrenderade ut dem till kolonilotter. Norr om Albogatan låg tre tomter som köptes 1935 av kapten Josef Klefenberg i Malmö. Där lät han uppföra tre i princip identiska funkishus, ritade av Carlsson & Lönegren. Dessa ligger med gaveln mot gatan och ger därmed ett karaktäristiskt inslag i gatubilden. På andra sidan Albogatan låg tre tomter där det skulle uppföras hus i samma stil som de förstnämnda, men detta projekt genomfördes aldrig. Istället byggdes på två av dem år 1945 två sena funkishus ritade av Nils Ernstsson. Under senare tid har området kompletterats med hus även på tidigare obebyggda tomter.